# Моритури (фильм, 1965)
«Моритури» (англ. Morituri, также известен под названиями The Saboteur и Code Name Morituri) — фильм режиссёра Бернхарда Викки, снятый в 1965 году. Повествует о саботаже на немецком торговом судне, полном каучука.

## Сюжет
Роберт Крэйн (Марлон Брандо) — немецкий пацифист, живущий в Индии во время Второй мировой войны. Силами союзников он направлен под видом офицера на нацистский корабль с целью захватить груз переправляемого из Японии каучука, который в то время был в дефиците и требовался во многих военных отраслях. Но, как оказалось, на корабле перевозят и военнопленных.

## Награды
Фильм номинировался на два Оскара — за лучшую операторскую работу в черно-белом фильме и за лучший дизайн костюмов в черно-белом фильме.

## В ролях
- Марлон Брандо
- Юл Бриннер
- Джанет Марголин
- Тревор Ховард
- Уолли Кокс
- Карл Эсмонд — Буш
- Мартин Кослек — Вильке
- Иван Тризо — лейтенант Брандт